# Strathcona
Strathcona – dystrykt regionalny w kanadyjskiej prowincji Kolumbia Brytyjska. Siedziba władz znajduje się w Campbell River. Strathcona powstała 15 lutego 2008 roku poprzez rozpad ówczesnego dystryktu regionalnego Comox-Strathcona (drugim powstałym wówczas dystryktem regionalnym jest Comox Valley).
Strathcona ma 43 252 mieszkańców. Język angielski jest językiem ojczystym dla 91,9%, francuski dla 1,7%, niemiecki dla 1,5% mieszkańców (2011).